# Nguyễn Công Trứ

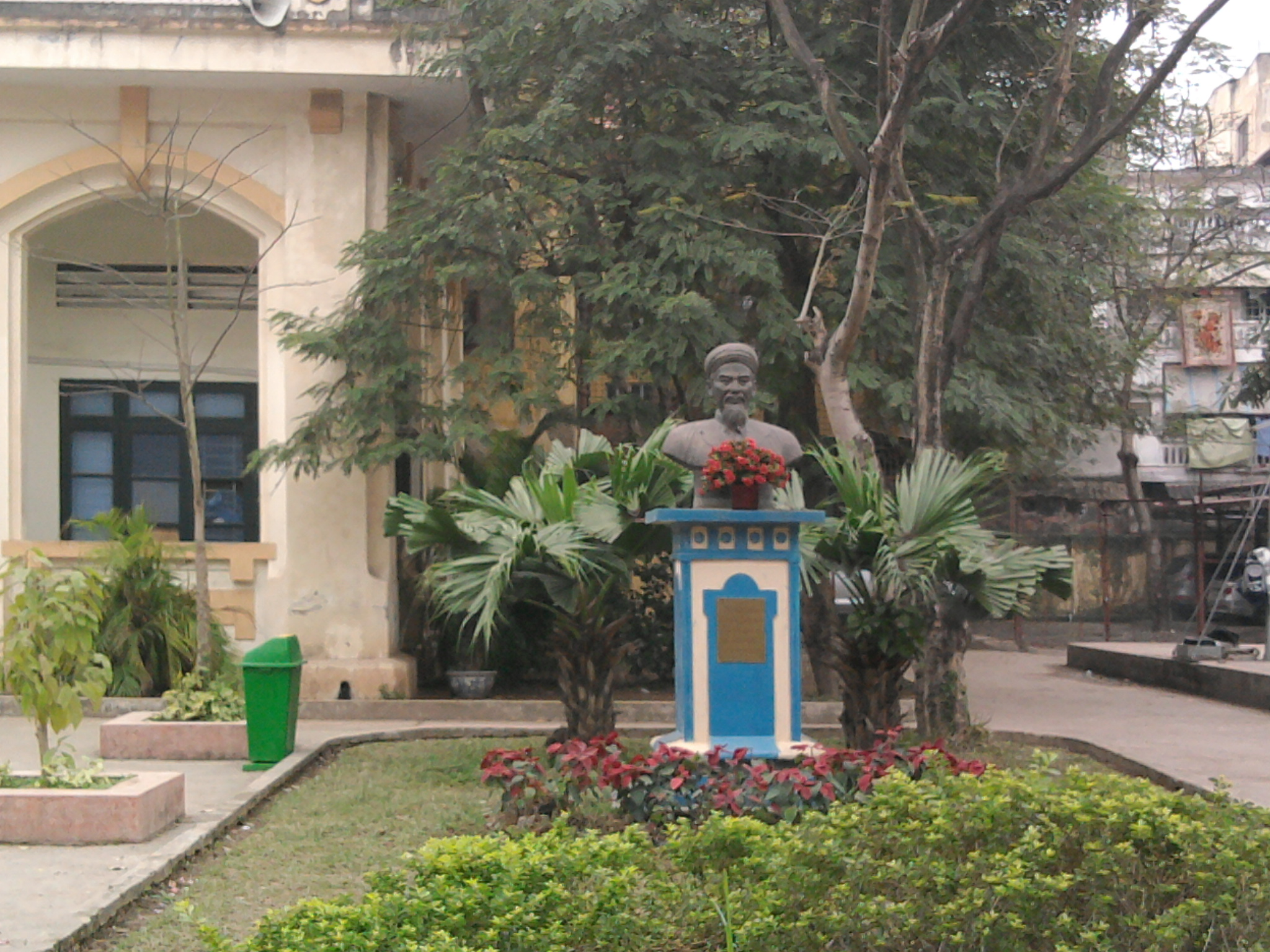
Eine Bronzebüste von Nguyễn Công Trứ, welche sich in Hanoi befindet

Nguyễn Công Trứ (* 1778; † 1858) war ein prominenter konfuzianistischer Gelehrter in Vietnam zur Zeit der Nguyễn-Dynastie. Er erreichte das Amt des Kriegsministers und war neben seiner Verwaltungstätigkeit für sein literarisches Wirken bekannt. Er starb im Kampf gegen die Landnahme der Franzosen in Cochinchina.

## Herkunft und Werdegang
Nguyen Cong Tru wurde als Sohn von Nguyen Cong Tan im dörflichen Umfeld in der heutigen Ha Tinh geboren. Nguyen Cong Tru stammte aus einer Gelehrtenfamilie, welche zur Zeit der Lê-Dynastie hohe Ämter innehatte, aber mittlerweile verarmt war.
Er hatte Probleme, die erforderlichen Abschlüsse in der Beamtenprüfung zu erreichen und erlangte erst relativ spät mit 41 Jahren die formale Qualifikation für eine Beamtentätigkeit.

## Öffentliche Ämter
Nach seiner Aufnahme in den Staatsdienst machte er rasch Karriere, wurde Provinzgouverneur und schließlich Kriegsminister am Hof der Nguyen. Als Zivilbeamter machte er sich um die Urbarmachung von Land im Delta des Roten Flusses in den Provinzen Nam Dinh und Ninh Binh verdient. Hierdurch konnten die Distrikte Tien Hai und Kim Son neu geschaffen werden. Zur Sicherung der Deiche am Roten Fluss setzte er sich für die Vertiefung der Zuflüsse zum Roten Fluss ein, um dort den Wasserspiegel zu senken. Als die kaiserliche Verwaltung den Plan teilweise in die Tat umsetzte, führte dies jedoch zu schweren Überschwemmungen. Ende der 1820er machte er sich als Militärbefehlshaber im Kampf gegen Aufständische in den Provinzen Nghe An und Thanh Hoa verdient.

## Literarische Tätigkeit
Neben seiner Verwaltungstätigkeit waren seine Gedichte, in denen er sich satirisch mit Doppelmoral und sozialem Schranken beschäftigte, überregional bekannt. In seinen Gedichten thematisierte er auch die Armut der bäuerlichen Landbevölkerung und kritisierte die feudale Oberklasse. Seine Gedichte kamen Jahrzehnte nach seinem Tod im Schulstoff seines Landes an, nachdem sie zu Gunsten weniger kritischer konfuzianistischer Literatur nicht unterrichtet wurden.

## Ruhestand
1848 zog sich Nguyen Cong Tru aus seinen öffentlichen Ämtern zurück. 1858 meldete er sich zur Abwehr des französischen Cochinchina-Feldzugs freiwillig. Er starb kurz nach der Landung der französischen Streitkräfte.